# Dino Rapondi
Dino Rapondi (Lucca, 1350 – Bruges, 1º febbraio 1416) è stato un mercante e politico italiano, originario di Lucca, particolarmente attivo nei regni Valois di Francia e Borgogna.
Scelse, come spesso accadeva tra i mercanti italiani attivi Oltralpe, di francesizzare il suo nome in Dyne Raponde e si firmò con questo nome a Parigi nel 1374. Fu chiamato anche "Digne Responde, mercante di Lucca". Fu uno dei più celebri banchieri italiani a Bruges nonché il più celebre lucchese di Francia.

## Biografia

### Origini

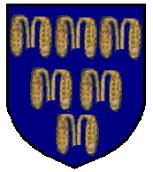
Stemma della famiglia Rapondi

Dino Rapondi era figlio di Guido di Rapondo Rapondi, di antichissima famiglia lucchese la cui traccia risale al 1207 con la menzione di Andreotto di Rapondo presente a San Martino. Erano “Nuovi nobili di torre” e figurano nel bando del 1308 tra le famiglie esuli della città nel corso della locale contesa tra guelfi bianchi e neri. Conti palatini per volontà del sacro romano imperatore Carlo IV di Lussemburgo nel 1369, quando Lucca riconquistò la libertà dopo la cattività pisana.
I lucchesi erano allora mercanti e banchieri attivi in tutta Europa e soprattutto in Francia, Inghilterra, Fiandre e lungo il Reno, inizialmente (XIII secolo) all'interno del celebre circuito commerciale delle Fiere della Champagne e poi, decadute queste ultime, tramite enclave/filiali operative nelle principali città: es. Guido Rapondi figura nel 1309 tra i mercanti italiani/lucchesi censiti a Parigi.
Dino, la cui effettiva data di nascita è ignota e che è stata convenzionalmente fissata a non oltre il 1350, era il secondo dei dodici figli avuti da Guido e da una donna di cui oggi ignoriamo il nome.

### Primi affari in Francia
Giunto in Francia da giovane, non sappiamo se a seguito del padre o del fratello maggiore Guglielmo, Dino di Guido Rapondi vi esercitò il commercio generale attraverso gli sportelli del Banco Rapondi di Parigi (in Rue de la Vieille Monnaie, sede parigina dell'enclave lucchese), Bruges, Anversa, Avignone, Venezia e Montpellier. La filiale di Montpellier era la base dei commerci marittimi con i corrispondenti in Italia e nel Levante, mentre la filiale di Bruges, fondata per volontà del predetto Guglielmo Rapondi, si sarebbe rivelata il lasciapassare del Banco per il successo. Dalla fine del XIII secolo, Bruges era infatti diventata il cuore economico di tutta l'Europa settentrionale, crocevia dei traffici tra il Baltico ed il Mediterraneo (v.si es. "Muda delle Fiandre", Banchieri italiani a Bruges, ecc.), nonché sede (a partire dal XIV secolo) di diverse enclave di mercanti provenienti da tutta Europa (genovesi, veneziani, anseatici, biscaglini, ecc.).
Dino risulta presente a Bruges dal 1364 ed il suo nome compare spesso accanto a quello del fratello maggiore Guglielmo, guida del Banco di famiglia, in numerosi atti.

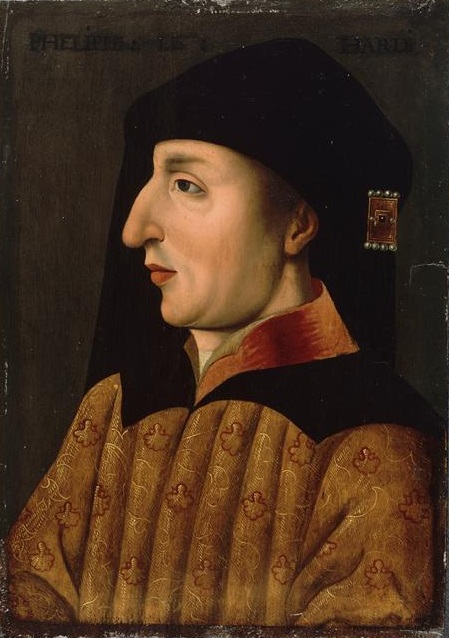
Il duca Filippo II di Borgogna, l'"Ardito" - ritratto di Scuola fiamminga.

I Rapondi divennero non solo il principale fornitore delle corti di Francia e Borgogna in tessuti d'oro e seta (tessuto quest'ultimo nella cui produzione Lucca primeggiava dal Duecento) e pellicce ma anche di gioielli ed altri materiali preziosi come ambra e avorio, oltreché delle c.d. "curiosità". La ditta Rapondi-Cenami aveva, come anticipato, uno sportello anche ad Avignone presso la corte papale dove Papa Clemente VI (r. 1342–1352) ordinò loro lussuosi arazzi per la cappella del palazzo papale. Si occupò anche di metalli preziosi, cambi e attività bancarie e divenne il principale banchiere delle corti Valois. Fondamentale, in questo senso, fu il prestito fatto nel 1369 a Filippo II di Borgogna per le sue fastosissime nozze con Margherita III di Fiandra, unione che sancì le future fortune della Casa di Borgogna e che le legò a doppio filo con i Rapondi.

### La fortuna
Nel 1370, alla morte del fratello maggiore Guglielmo, Dino assunse il governo del Banco e prese a rimodellarne gli affari, portandolo alla sua massima espansione. Rientrato a Parigi al seguito del principe Filippo, Dino coltivò abilmente, coma anticipato, i suoi clienti Valois. Sempre per conto di Filippo II, Dino raccolse fondi per sostenere Papa Clemente VII (r. 1378–1394), sostenuto dai Francesi durante il Grande Scisma (1378–1418), ed organizzò lo spostamento degli stessi da Parigi ad Avignone, ove venivano presi in carico da suo fratello Filippo, direttore della locale filiale del Banco. Un altro fratello, Jacopo, si trovava certamente a Parigi nel 1378, quando Dino gli fece dono di una casa in Rue de la Vieille Monnaie. I fratelli Rapondi acquistarono poi l'ingresso nella borghesia di Parigi nel 1383.
La fortuna di Dino era al tempo di gran lunga maggiore di quella di qualsiasi altro mercante italiano e sarebbe aumentata di lì a poco quando, nel 1384, Filippo l'Ardito divenne il nuovo Conte delle Fiandre ed inserì la ricca Bruges tra le capitali Valois, riportandovi così gli interessi dei Rapondi. Per garantirsi il controllo sulle Fiandre e su Bruges in particolare, Filippo dovette infatti impegnarsi a garantirne la prosperità economica, minata dai locali strascichi della Guerra dei cent'anni, e divenne pertanto per lui fondamentale il supporto d'un consiglio di abili uomini d'affari tra i quali fu proprio Dino Rapondi a primeggiare. Il lucchese operò in Bruges come vero e proprio factotum del Valois: es. sovrintese l'erigendo castello ducale e l'annessa torre nel porto di Sluis (uno dei porti di cui Bruges, ormai priva d'uno sbocco diretto sul mare, si serviva) a difesa di possibili attacchi inglesi quanto di malcontenti fiamminghi.
Lo stretto legame con Filippo l'Ardito non fece comunque dimenticare all'abile Dino di curare anche gli altri membri del casato Valois. Nel 1389, eccolo quindi accompagnare Carlo VI di Francia (r. 1380–1422) nel suo viaggio nel sud della Francia e far eseguire ad Avignone, ove il re era malato, un ex voto che fu deposto sulla tomba del beato Pietro di Lussemburgo per ottenere la guarigione del sovrano.

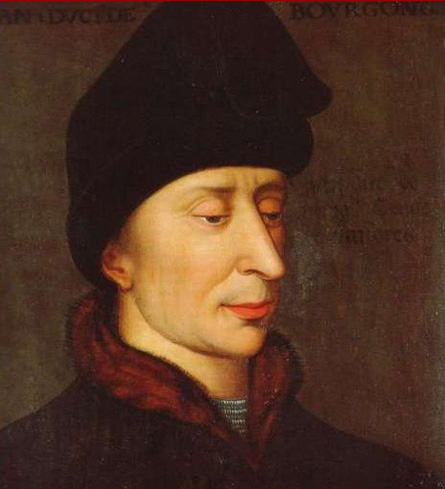
Il duca Giovanni di Borgogna, l'"Impavido" - copia del ritratto di Rogier van der Weyden.

Nel 1396, Dino prestò a Filippo l'Ardito i 200 000 fiorini (esorbitante cifra che da sola basta a testimoniare l'enorme fortuna ammassata dal Rapondi) richiesti dal sultano ottomano Bayezid I (r. 1389–1402) per la liberazione del figlio Giovanni l'Impavido, fatto prigioniero quando i crociati furono sconfitti nella battaglia di Nicopoli, grazie ai suoi corrispondenti genovesi. Quando Filippo morì (27 aprile 1404) d'una violenta febbre (forse influenzale), nel suo castello di Halle nel Hainaut, Dino s'occupò del trasporto della salma alla Certosa di Champmol, a Digione, per la sepoltura. Lungo tutto il percorso del corteo funebre, le chiese furono decorate con drappi lucchesi neri, ricamati in oro.

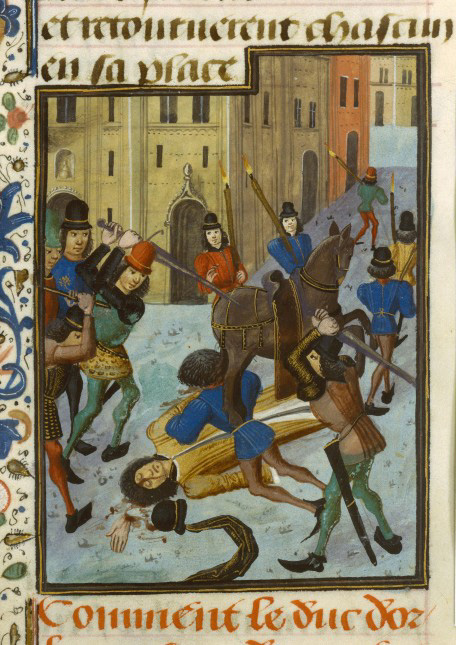
L'assassinio di Luigi I d'Orléans - miniatura del maestro delle cronache d'Inghilterra, 1470-1480 circa (BnF).

Anche Giovanni l'Impavido, succeduto al padre come Duca di Borgogna, prese a considerare Dino un amico e se ne servì per gestire i rapporti con gli importanti interlocutori italiani: Ducato di Milano, Repubblica di Venezia e Repubblica di Genova. I legami del Rapondi che l'alta nobiltà francofona non si limitavano ai soli Valois: nel 1405, Amedeo VIII di Savoia ordinò a Pierre Andrenet, suo castellano di Beugei e Pont-de-Veyle, di pagare la somma di 1400 franchi a Dino Rapondi, mercante di Parigi; il saldo data al 6 luglio 1405. Tra gli organizzatori dell'assassinio di Luigi I d'Orléans (23 novembre 1407), innesco della Guerra civile tra Armagnacchi e Borgognoni (1407–1435), sarebbe stato annoverato anche Dino, il che avrebbe favorito il lento declino della fortuna dei Rapondi in particolare e dei lucchesi a Parigi in generale.
Dino e i suoi fratelli si erano nel frattempo ormai distaccati dalla natia Lucca in ragione dei loro interessi d'Oltralpé, laddove invece, per contro, loro padre Guido era figurato nella lista del Consiglio degli Anzini cittadini a più riprese (1338, 1349 e 1355), e perché ivi il loro partito, i Forteguerra (appoggiati dai Rapondi e da altri ricchi mercanti), era stato definitivamente sconfitto dai Guinigi e Paolo Guinigi s'era insignorito della città (r. 1400–1430).
Negli archivi del Parlamento di Parigi figura il testamento di Dino redatto a Parigi il 24 febbraio 1412 e in cui lasciò ingenti somme di denaro a una dozzina di chiese di questa città. Morì a Bruges e fu sepolto nella cattedrale di Saint-Donnat, nella cappella dei Re Magi di proprietà della sua famiglia, il cui tetto di vetro era decorato con il suo stemma. La sua tomba in marmo nero recava un epitaffio che ricordava le sue dignità: «Sapiens et prudens vir Dynas de Rapondis, mercator, oriundus de Luca, illustrium Philippi et Joannis Burgundiae ducum et Flandriae comitum consiliarius et magister hospitii.» Dino Rapondi non si era mai sposato e non sembra aver avuto dei figli.
Presso il Mausoleo dei Duchi di Borgogna, nella Saint-Chapelle di Digione, si trovava fino al 1725 una statua di un uomo inginocchiato rappresentante Dino Rapondi.

## I fratelli Rapondi
Come anticipato, la nutrita figliolanza di Guido Rapondi comprendeva dodici figli: nove maschi e tre femmine. Dei maschi, oltre a Dino, furono attivi presso le corti Valois anche i suoi fratelli Guglielmo, Filippo e Jacopo.
Guglielmo Rapondi (morto nel 1370 a Bruges), il maggiore dei figli di Guido Rapondi, fu il fautore dell'insediamento del Banco Rapondi a Bruges in ragione dei suoi stretti rapporti con Iolanda di Bar.
Filippo Rapondi (morto intorno al 1431 a Bruges), fratello di Dino, era anch'egli un importante banchiere. Inizialmente incaricato della gestione della filiale di Avignone del Banco, alla morte di Dino, divenne consigliere di Giovanni l'Impavido dal quale ottenne l'istituzione di una tassa speciale sui tessuti che donò alle sue due figlie Catarina moglie di Michele Burlamacchi e Luisa moglie di Lorenzo figlio di Matteo Trenta. Fu anche responsabile della riscossione delle tasse nelle Fiandre per risanare le finanze del ducato, cosa che fece con tanto più zelo in quanto ricevette una commissione del 38%.
Jacopo Rapondi (1350-1432), l'altro fratello, fu parimenti un ricco mercante di prodotti di lusso (gioielli, pellicce e sete lucchesi) ma anche un esperto di manoscritti che collezionò e in particolare fu il committente del famoso La leggenda del Volto Santo, realizzato in Francia intorno al 1410-1415 da artisti fiamminghi e oggi nella Biblioteca Apostolica Vaticana, che comprende una miniatura raffigurante i committenti, probabilmente Dino e Jacopo Rapondi, in preghiera davanti al Volto Santo, nonché le armi dei Rapondi. Fornì inoltre numerosi manoscritti e opere d'arte alla corte di Borgogna, prima a Filippo l'Ardito e poi a suo figlio Giovanni Senza Paura, nonché a Giovanni I de Berry, grande collezionista, fratello di re Carlo V al quale fornisce preziosi pietre e pezzi di oreficeria. Nel 1399, Jacopo vendette al duca una Legenda Aurea per 500 corone e consegnò anche un Livio. Nel 1403, il duca gli pagò 300 sterline per un libro di Jean Mansel, Il fiore delle storie della terra d'Oriente, che trasmise a suo fratello (B. Nal). Il 22 mai 1407 gli furono rimborsate le somme pagate a tre artisti per le miniature di una Bibbia commissionate da Filippo l'Ardito. Nel 1405 consegnò un Lancelot du Lac. Nei conti generali dello stato borgognone compare anche il dono da parte di Jacopo Rapondi, per il capodanno del 1402, di una traduzione di Boccaccio Des cleres et nobles femmes :
(Inv. Digione, ADCO B1532 f 156r-156v.)

## Blasone
Il blasone dei Rapondi era così composto:
- Armi : azzurro con sei paia di fiordalisi (radici) fondo oro a due a due disposti tre, due, uno
- Rapondi : grande rave probabilmente armi parlanti. Il rave nell'araldica italiana è il simbolo della beneficenza umana. Inoltre lo stemma è descritto nella  Nuova Biografia Generale del dottor Hoefer, 1862. come fiori di centaurea chiamati anche rabarbaro dei monaci e in italiano rapontico.

### Esplicative
1. ↑  A seguito della morte di Castruccio Castracani, già Signore di Lucca, nel 1328, le truppe mercenarie tedesche a seguito dell’imperatore Ludovico il Bavaro, rimaste in Toscana senza salario, si impossessano nel 1329 del territorio lucchese e lo offrono in vendita al migliore offerente. Lucca passa in mano a vari acquirenti, fino alla sua conquista, nel 1342, da parte della Repubblica di Pisa, che la sottrae alla Repubblica di Firenze. Il dominio pisano si protrae sino al 1369, quando l'imperatore Carlo IV concesse l'indipendenza alla repubblica di Lucca in cambio di denaro, sebbene l'estensione dei suoi territori fosse molto ridimensionata. In questa occasione il borgo di Vivinaia viene ricostruito ed intitolato Montecarlo - v.si Manselli 1986, pp. 25-32.
2. ↑  L'unico dato certo sull'età di Dino Rapondi è che nel 1370 doveva essere maggiorenne poiché figura come tutore del nipote Giovanni Rapondi, figlio di suo fratello maggiore Guglielmo, nel di lui testamento - Mirot 1928, p. 313.
3. ↑  Già la sola fortuna stimata di Guido Rapondi, padre di Dino, ammontava a 100 000 fiorini. La famiglia è stata stimata come la seconda più ricca della Repubblica di Lucca al volgere del XIV secolo - Mirot 1928, pp. 301 e 303 e Meek 1978, pp. 45 e 203.

### Bibliografiche
1. 1 2  Mirot 1928, p. 299.
2. 1 2  Mirot 1928, p. 301.
3. 1 2  Mirot 1928, p. 300.
4. ↑  Mirot 1928, p. 302.
5. ↑   Rapóndi.
6. 1 2  Mansi 1996.
7. ↑  Mirot 1927, pp. 50-55.
8. ↑  (FR) M. Le Mené, L'économie médiévale, Parigi, PUF, 1977.
9. ↑  Mirot 1927, p. 62.
10. ↑  Mirot 1927, p. 59.
11. 1 2 3 4 5  Lambert 2016.
12. 1 2  Meek 1978, p. 202.
13. ↑  Mirot 1927, pp. 68-71.
14. ↑  Mansi 1996, p. 415.
15. ↑  Meek 1978, p. 42.
16. 1 2 3 4  Mirot 1928, p. 318.
17. 1 2  Mirot 1928, pp. 308-310.
18. ↑  (EN) Erik Aerts, Bruges and Europe, Fonds Mercator, 1992, ISBN 9789061532804.
19. ↑  (EN) Peter Stabel [et al.], 6. Production, markets, and socio-economic structures II: c.1320-c.1500, in Andrew Brown e Jan Dumolyn (a cura di), Medieval Bruges: c. 850–1550, Cambridge University Press, 2018,  pp. 196 e s..
20. ↑  Mirot 1928, pp. 313-315.
21. ↑  (FR) Bertrand Gille, Histoire des techniques, Bibliothèque de la Pléiade, Gallimard, 1978,  p. 551, ISBN 978-2-07-010881-7.
22. ↑  Mirot 1928.
23. ↑  Meek 1978, pp. 43-44.
24. ↑  Schnerb 2005, p. 62.
25. ↑  Meek 1978, p. 44.
26. 1 2  Mirot 1928, p. 313.
27. 1 2 3  (EN) Hilary Maddocks, The Rapondi, the Volto Santo di Lucca, and manuscript illumination in Paris c.a. 1400, in Godfried Croenen e Peter F. Ainsworth (a cura di), Patrons, Authors and Workshops : Books and Book Production in Paris Around 1400, Peeters, 2006,  pp. 91 e s..
28. ↑  Mirot 1927, p. 70.
29. ↑  Schnerb 2005, pp. 81-83.
30. ↑  Schnerb 2005, p. 80.
31. ↑  Mirot 1928, pp. 325 e 328.
32. ↑  Stabel et al. 2018, p. 211.
33. ↑  Schnerb 2005, pp. 123-124.
34. ↑  Mirot 1928, p. 319.
35. ↑  Schnerb 2005, p. 136.
36. ↑  Schnerb 2005, pp. 139-140.
37. ↑  Mirot 1928, pp. 330-334.
38. ↑  In Archivio di Stato di Torino.
39. ↑  (FR) Léon Mirot, Raoul d'Anquetonville et le prix de l'assassinat du duc d'Orléans, vol. 72, Parigi, Bibliothèque de l'École des chartes, 1911,  pp. 445-458.
40. ↑  Mirot 1927, p. 83.
41. ↑  Mansi 1996, p. 413.
42. ↑   Franca Ragone, GUINIGI, Paolo, in Dizionario biografico degli italiani, vol. 61, Roma, Istituto dell'Enciclopedia Italiana, 2004.
43. ↑  Meek 1978, pp. 190 e s.
44. ↑  Inv. BAV MS Pal. Lat. 1988.